# 안나 에릭손
안나 에릭손(Anna Eriksson, 1977년 4월 22일 ~ )은 핀란드의 예술가, 영화 감독, 작곡가, 가수이다. 핀란드 대중 음악계에서 가장 성공한 가수 중 한 명이다.

## 음반 목록
- Anna Eriksson (1997)
- Anna joulu (1998)
- Odota mua (1999)
- Kun katsoit minuun (2001)
- Kaikista Kasvoista (2003)
- Sinusta sinuun (2005)
- Ihode (2007)
- Garden of Love (2010)
- Mana (2012)
- Gloria (2015)

## 작품 목록

### 영화
- M (2018)
- W (2022)